# Busogo
Busogo – miasto w Rwandzie; w prowincji Północnej; 12 460 mieszkańców (2012). 